# De Soto Parish
De Soto Parish is een parish in de Amerikaanse staat Louisiana.
De parish heeft een landoppervlakte van 2.272 km² en telt 25.494 inwoners (volkstelling 2000). De hoofdplaats is Mansfield.

## Bevolkingsontwikkeling

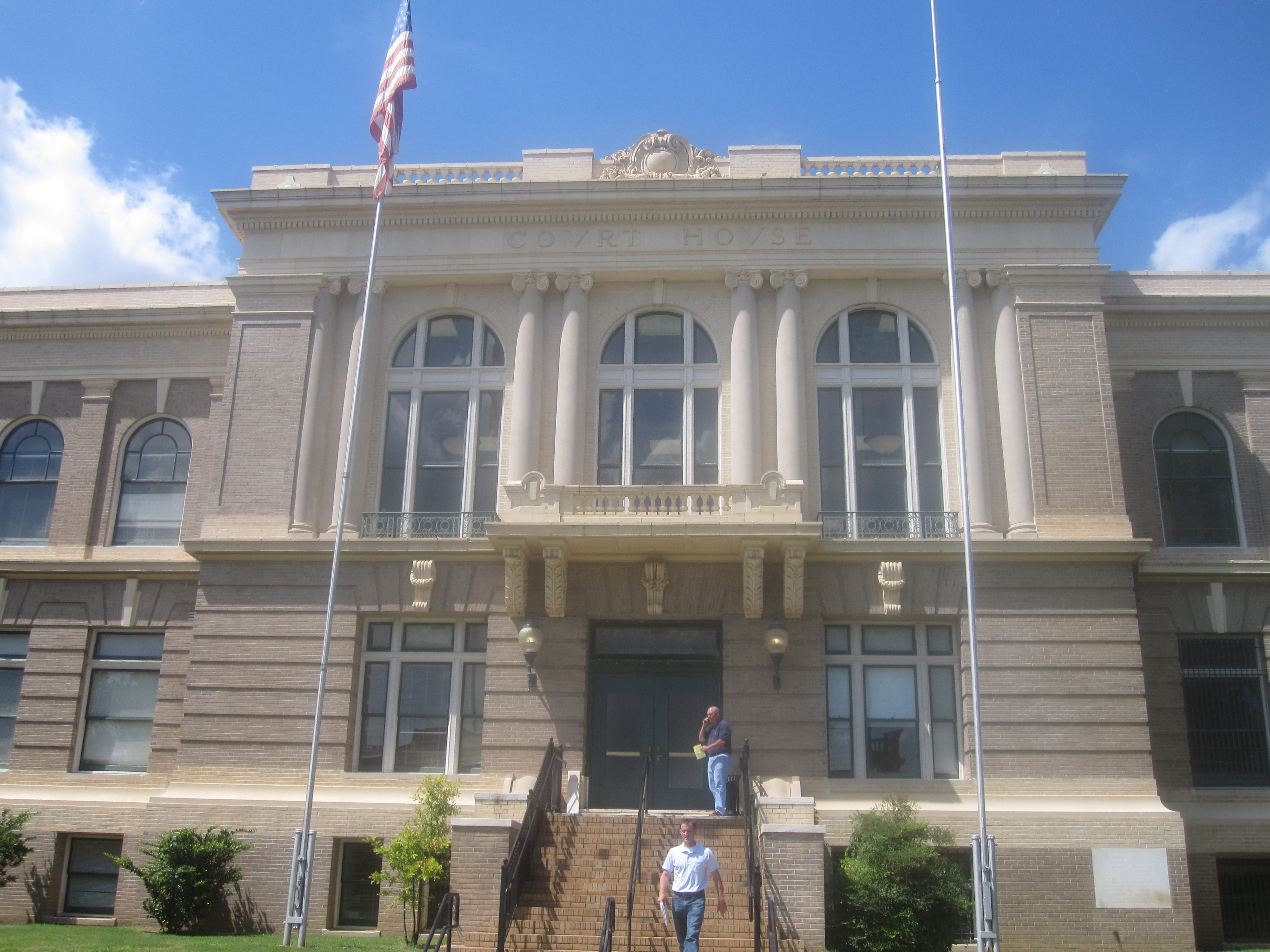
De Soto Parish Courthouse